# Bertran de Gordon
Bertran de Gordon (fl. 1209–1231) va ser un noble occità. Era senyor de Gordon, cavaller i trobador.
Actiu durant la croada albigesa, inicialment va donar suport a Ramon VI de Tolosa, tot i que va acabar canviant de bàndol quan va fer homenatge per les seves terres al rei Felip II de França el desembre de 1211. Al·ludeix aquesta acció en una cobla de 1212, una resposta a les crítiques d'un tal Mahieu o Matheus (no Matieu de Caerci) per "vendre's" als francesos. Bertran finalment es va rendir als croats de Simó de Montfort el maig de 1218 i va retre homenatge també a Simó per les seves terres.
Bertran va escriure un tenso còmic amb Peire Raimon de Tolosa, conegut per l'íncipit Totz tos afars es nienz. Va ser datat abans de 1211 per Joseph Anglade sobre la base que probablement Bertran encara no estava renyit amb els seus companys barons del sud. Segurament Bertran de Gordon deia d'amfitrió i patró de Peire Raimon, que acabava de deixar la cort de Tolosa, principal enemic de la croada.